# Tour préliminaire des éliminatoires de la Coupe d'Afrique des nations de football 2023
Navigation
2021 2025
Le tour préliminaire des éliminatoires de la Coupe d'Afrique des nations de football 2023 est une compétition qualificative pour le second tour des éliminatoires.

## Tirage au sort
Le tirage au sort a lieu le vendredi 21 janvier 2022 à Douala (Cameroun). Les 12 équipes ayant le moins bon classement FIFA disputent des matchs aller-retour du 21 au 29 mars 2022. Les 6 qualifiés rejoindront les 42 sélections exemptées de tour préliminaire pour participer à la phase de groupes des éliminatoires .
| Chapeau 1                                                                | Chapeau 2                                                                         |
| ------------------------------------------------------------------------ | --------------------------------------------------------------------------------- |
| 1. Lesotho 2. Eswatini 3. Botswana 4. Gambie 5. Soudan du Sud 6. Maurice | 1. Tchad 2. Sao Tomé-et-Principe 3. Djibouti 4. Somalie 5. Seychelles 6. Érythrée |

## Matchs
| Équipe               | Aller | Total   | Retour | Équipe        |
| -------------------- | ----- | ------- | ------ | ------------- |
| Érythrée             | Ann.  | Forfait | Ann.   | Botswana      |
| Sao Tomé-et-Principe | 1 - 0 | 4 - 3   | 3 - 3  | Maurice       |
| Djibouti             | 2 - 4 | 2 - 5   | 0 - 1  | Soudan du Sud |
| Seychelles           | 0 - 0 | 1 - 3   | 1 - 3  | Lesotho       |
| Somalie              | 0 - 3 | 1 - 5   | 1 - 2  | Eswatini      |
| Tchad                | 0 - 1 | 2 - 3   | 2 - 2  | Gambie        |

## Résultats
| 24 mars 2022 | Sao Tomé-et-Principe | 1 - 0   | Maurice | Complexe Sportif de Côte d'Or, Saint-Pierre |  |
| 12:00 UTC±0  | Leal 36e             | (1 - 0) |         |                                             |  |
| 12:00 UTC±0  | Rapport              |         |         |                                             |  |

| 27 mars 2022 | Maurice                                     | 3 - 3   | Sao Tomé-et-Principe       | Complexe Sportif de Côte d'Or, Saint-Pierre |  |
| 16:00 UTC+4  | Bru 21e (pen.) · Collard 57e · Nazira 90+1e | (1 - 2) | 27e 60e Cardoso · 34e Leal |                                             |  |
| 16:00 UTC+4  | Rapport                                     |         |                            |                                             |  |

| 23 mars 2022 | Djibouti           | 2 - 4   | Soudan du Sud        | Stade Borg Al Arab, Borg El Arab |  |
| 16:00 UTC+3  | Akinbinu · Warsama | (0 - 0) | Okello · Toha · Gama |                                  |  |
| 16:00 UTC+3  | Rapport            |         |                      |                                  |  |

| 27 mars 2022 | Soudan du Sud | 1 - 0   | Djibouti | St. Mary's Stadium-Kitende, Entebbe |  |
| 15:00 UTC+2  | Chol          | (0 - 0) |          |                                     |  |
| 15:00 UTC+2  | Rapport       |         |          |                                     |  |

| 23 mars 2022 | Seychelles | 0 - 0   | Lesotho | Complexe Sportif de Côte d'Or, Saint-Pierre |  |
| 16:00 UTC+4  |            | (0 - 0) |         |                                             |  |
| 16:00 UTC+4  | Rapport    |         |         |                                             |  |

| 27 mars 2022 | Lesotho                       | 3 - 1   | Seychelles         | Dobsonville Stadium, Soweto |  |
| 16:00 UTC+2  | Makateng 5e 78e · Motebang 9e | (2 - 1) | 25e (pen.) Ernesta |                             |  |
| 16:00 UTC+2  | Rapport                       |         |                    |                             |  |

| 23 mars 2022 | Somalie | 0 - 3   | Eswatini                              | Benjamin Mkapa National Stadium, Dar es Salam |  |
| 14:00 UTC+4  |         | (0 - 1) | 23e Dlamini · 64e Mamba · 87e Gamedze |                                               |  |
| 14:00 UTC+4  | Rapport |         |                                       |                                               |  |

| 27 mars 2022 | Eswatini                 | 2 - 1   | Somalie    | Stade Mbombela, Mbombela |  |
| 15:00 UTC+1  | Ndzinisa 46e · Mamba 56e | (0 - 0) | 90e Hassan |                          |  |
| 15:00 UTC+1  | Rapport                  |         |            |                          |  |

| 23 mars 2022 | Tchad   | 0 - 1   | Gambie              | Stade Ahmadou-Ahidjo, Yaoundé |  |
| 17:00 UTC+1  |         | (0 - 0) | 26e (pen.) Trawally |                               |  |
| 17:00 UTC+1  | Rapport |         |                     |                               |  |

| 29 mars 2022 | Gambie           | 2 - 2   | Tchad                                 | Stade Adrar, Agadir |  |
| 17:00 UTC±0  | Ceesay 30e 90+2e | (1 - 1) | 28e Abderamane · 48e (pen.) Ndouassel |                     |  |
| 17:00 UTC±0  | Rapport          |         |                                       |                     |  |

## Statistiques

### Meilleurs buteurs
2 buts   
- Fanelo Mamba
- Assan Ceesay
- Katleho Makateng
- Ricardo Cardoso
- Luís Leal
- Tito Okello

1 but  
| - Ahmat Abderamane - Ézéchiel Ndouassel - Samuel Akinbinu - Ibrahim Aden Warsama - Bonginkosi Dlamini - Sandile Gamedze - Sabelo Ndzinisa - Bubacarr Trawally - Sera Motebang | - Kévin Bru - Dylan Collard - Ashley Nazira - Jean-Yves Perry Ernesta - Sak Hassan - Peter Chol - William Gama - Rashid Toha |